# К-45
К-45 — советская атомная подводная лодка проекта 659, построенная в 1959—1960 годах. Головной корабль своего проекта, первая атомная подводная лодка в составе Тихоокеанского флота. В 1970 году переоборудована по проекту 659Т, исключена из состава флота в 1989 году.

## История строительства
28 декабря 1958 года на заводе № 199 в Комсомольске-на-Амуре произошла закладка атомной подводной лодки с заводским номером 140 — уже изготовленые секции прочного корпуса были установлены на стапеле. В начале 1959 года степень технической готовности корабля достигла 36 % при плановых 26 %. В мае того же года Совет министров СССР поручил заводу ускорить строительство и передать лодку флоту в 1960 году вместо запланированного ранее 1961 года. Предприятие перешло на круглосуточный режим работы.
В июле 1959 года в реакторном отсеке были установлены ядерные реакторы ВМ-А. К ноябрю завершён монтаж основного оборудования: парогенераторов, насосов, теплообменников и фильтров. На конец года готовность составила 74,5 %.
В феврале 1960 года Военно-промышленная комиссия Совета Министров приняла решение о проведении комплексных испытаний атомной энергетической установки с действующим реактором непосредственно на территории завода, без использования специализированной базы Тихоокеанского флота. Для этого был построен ряд дополнительных сооружений и создан плавучий комплекс радиационной безопасности.
12 мая 1960 года лодка была выведена из строительного дока и спущена на воду. При этом не обошлось без конфузов: «крёстной матерью» корабля должна была стать жена командира К-45 Нина Белашева, но её не пропустили на территорию предприятия, поэтому разбить бутылку было поручено одной из работниц предприятия. Затем прозвучал гимн СССР, но со «сталинским» текстом, из-за чего был снят с должности замполит корабля Ф. А. Волков.
Проверку готовности провела государственная комиссия под руководством академика А. П. Александрова. С 1 июня по 18 сентября прошла заводские швартовные испытания. 10 сентября состоялся пуск реакторов. Пятидневные испытания подтвердили стабильную работу атомной энергетической установки, были достигнуты мощности до 60 % от номинальной.
25 сентября лодку начали транспортировать по Амуру в транспортном доке, а спустя четыре дня она самостоятельно, с работающими реакторами, направилась в бухту Павловского, куда прибыла 2 октября. Часть ходовых испытаний была проведены уже на этом переходе, включая ход в надводном положении, работу рулей, лага, якорного устройства, эхолота, определение диаметра циркуляции. За время перехода было выявлено 270 замечаний.
Испытания продолжались с ноября 1960 по июнь 1961 года. Проверка ракетного вооружения выявила низкую надёжность его функционирования, в связи с чем лодка была возвращена на доработку. Повторные выходы в море состоялись в марте-апреле 1961 года. 27 мая были успешно проведены испытания: четыре ракеты были запущены в одном залпе без сбоев. 28 июня 1961 года головная подводная лодка К-45 вступила в строй. Председателем государственной комиссии был контр-адмирал Ю. В. Иванов.

## История службы
С октября 1960 года К-45 базировалась на залив Стрелок в бухте Павловского и входила в состав 9-й отдельной бригады подводных лодок, вскоре после ввода К-45 в строй на базе 9-й ОБрПЛ была сформирована 26-я дивизия подводных лодок, К-45 стала первым кораблём в её составе, а Ю. В. Иванов — первым командиром. В 1962 году для лодки был сформирован резервный экипаж — 186-й экипаж АПЛ проекта 659. С мая 1962 по январь 1964 года лодка находилась в гарантийном ремонте, и только 4 ноября 1964 года приказом Главкома ВМФ № 00126 К-45 включена в состав Тихоокеаского флота. 6 ноября лодка прибыла на Камчатку в бухту Крашенинникова к месту постоянного базирования, 16 декабря зачислена в состав 45-й дивизии подводных лодок.
В 1965—1966 годах К-45 совершила две боевые службы суммарной продолжительностью 90 суток, в остальное время она использовалась для обучения экипажей.
В 1966—1970 годах прошла ремонт на ДВЗ «Звезда» в посёлке Большой Камень, была переоборудована по проекту 659Т в торпедную АПЛ.
9 октября 1968 года зачислена в состав 26-й дивизии подводных лодок с базированием на Тихоокеанский.
19 августа 1971 года в районе боевой подготовки во время отработки дуэльной ситуации произошло столкновение находящейся в надводном положении без хода АПЛ К-45 и всплывающей ПЛ С-222 проекта 613. С-222 получила тяжёлые повреждения носового отсека и была отбуксирована в базу, жертв удалось избежать.
В 1972 году К-45 осуществила боевую службу, находилась в Тонкинском заливе в составе группы АПЛ для возможного противодействия блокаде Северного Вьетнама морскими силами США.
В 1975 и 1976 годах К-45 осуществляла боевые службы.
В 1979 году на борту К-45 обнаружена течь первого контура через крышку реактора левого борта.
В 1981 году на СРЗ-30 в бухте Чажма были перезаряжены реакторы К-45. 10 сентября 1981 года следовавшая в район боевой подготовки К-45 (командир — А. В. Конев, старший на борту — командир 26-й ДиПЛ Ю. А. Самойлов) в 6:05 по местному времени столкнулась с РТМС «Новокачалинск». Пострадавших не было, траулер и подводная лодка отправились в ремонт. Командир дивизии был снят с должности и уволен в запас.
С 1 июня 1983 года К-45 была перебазирована на Советскую Гавань и стала первой подводной лодкой в составе формирующейся 28-й дивизии подводных лодок Сахалинской флотилии разнородных сил.
В 1984—1985 годах К-45 совершила боевую службу продолжительностью 257 суток с заходом в порт Камрань. В 1986—1988 годах проходила ремонт на ДВЗ «Звезда».
30 мая 1989 года исключена из состава флота, поставлена на прикол в бухте Чажма, затем переведена в бухту Павловского. Всего за годы службы К-45 прошла 197 894 мили.
В 1999 году утилизирована на ДВЗ «Звезда», трёхотсечный реакторный блок хранился на плаву в бухте Разбойник, впоследствии разделан до одноотсечного блока и установлен на суше в пункте долговременного хранения реакторных отсеков «Устричный».

## Командиры
- 1959—1962: Виктор Григорьевич Белашев;
- 1962—1968: В. Д. Хайтаров;
- 1968—1972: Ю. Н. Ганжа;
- 1972—1974: В. Г. Пушкарев;
- 1974—1977: Г. М. Заварухин;
- 1977—1981: А. А. Губин;
- 1982—1984: А. В. Конев;
- 1984—1986: В. Д. Хаперский;
- 1986—1989: Г. В. Голомидов.